# Fatty paa Sanatoriet
Fatty paa Sanatoriet er en amerikansk stumfilm fra 1918 af Roscoe Arbuckle.

## Medvirkende
- Roscoe Arbuckle som Fatty
- Buster Keaton som Dr. Hampton
- Al St. John
- Alice Lake
- Joe Bordeaux